# Cor Veldhoen
Cor Pleun Veldhoen (ur. 6 kwietnia 1939 w Rotterdamie, zm. 11 października 2005 w Barendrecht) – holenderski piłkarz.

## Kariera klubowa
Całą karierę piłkarską spędził w Feyenoordzie, w którym grał w latach 1956–1970. Po sezonie 1969/1970 zakończył karierę.

## Kariera reprezentacyjna
W reprezentacji Holandii zadebiutował 14 maja 1961 w Lipsku w zremisowanym 1:1 meczu z NRD. Łącznie w latach 1961–1967 rozegrał 27 spotkań w kadrze.

## Dalsze losy
Po zakończeniu kariery pracował w Technische Handelsmaatschappij.
Zmarł 11 października 2005.

## Osiągnięcia
- Mistrzostwo Holandii (4): 1960/1961, 1961/1962, 1964/1965, 1968/1969
- Puchar Holandii (2): 1964/1965, 1968/1969